# Tamarindito
Tamarindito è un sito archeologico costruito dai Maya, situato nel dipartimento di Petén in Guatemala.
Si pensa che Tamarindito fosse la capitale governata da una dinastia di re nel Petexbatún del periodo Classico iniziale e venne conquistata nel tardo Classico da un nuovo regno con capitale a Dos Pilas. Tamarindito formò una nuova politeia con Arroyo de Piedra condividendo lo stesso dialetto nella scrittura dei glifi.  Tamarindito è un sito piccolo con più di 140 strutture e vi sono anche 8 stele e 2 altari, un campo da gioco della palla e una scalinata adornata con glifi, chiamata "scalinata del prigioniero", che narra della sconfitta e della cattura del governatore di Dos Pilas. Nel sito vi si trova una diga creata durante il medio Classico che mostra un complesso sistema per l'agricoltura. La laguna è stata oggetto di ricerche che hanno svelato che il sito venne occupato dal Medio Preclassico al Terminale Classico.